# Elaphria subusta
Elaphria subusta är en fjärilsart som beskrevs av Druce. Elaphria subusta ingår i släktet Elaphria och familjen nattflyn. Inga underarter finns listade i Catalogue of Life.